# Simon Moulijn
Simon Moulijn (Rotterdam, 20 juli 1866 – Den Haag, 2 november 1948) was een Nederlandse kunstschilder, tekenaar, graficus en auteur.

## Levensloop

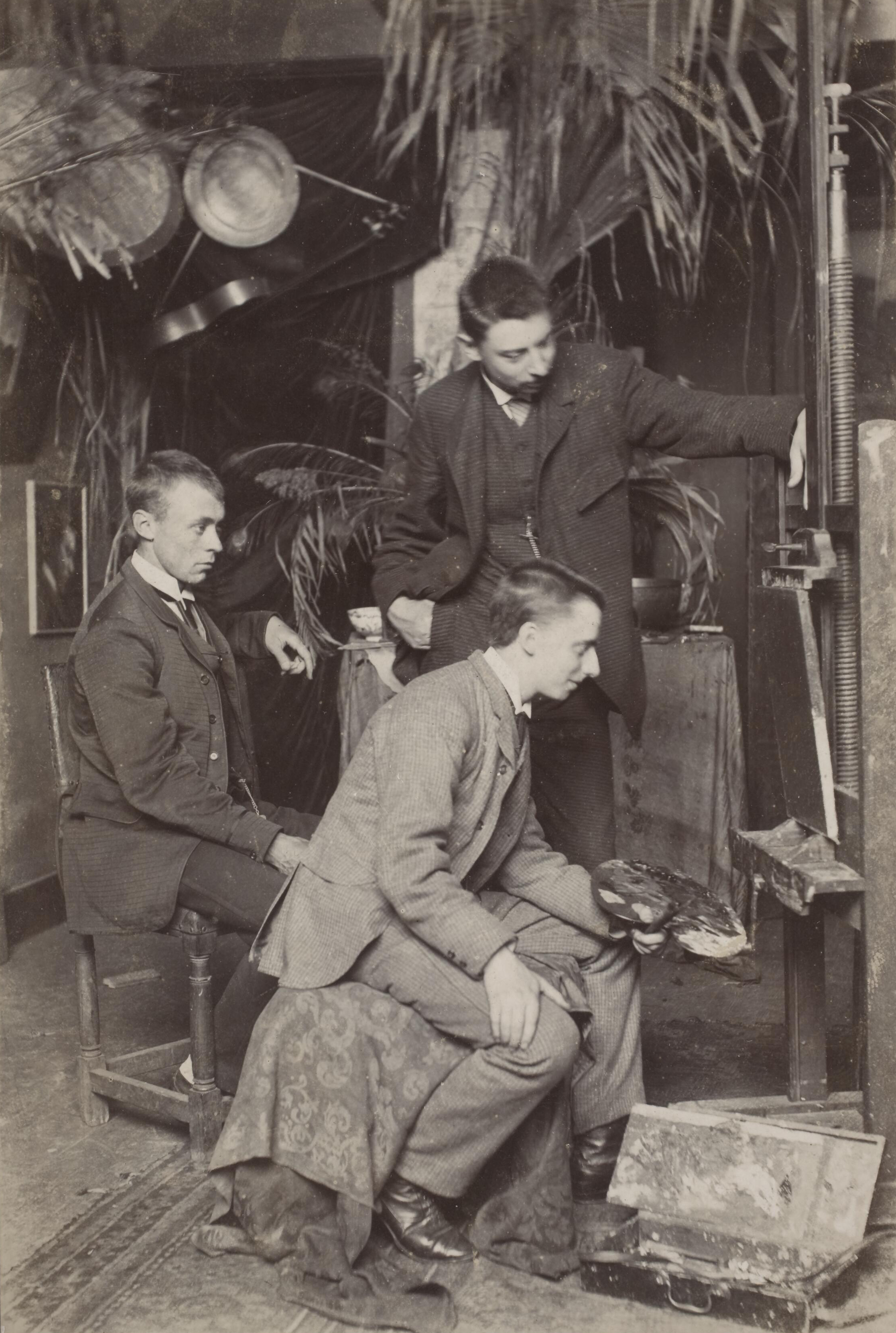
Pieter Cornelis de Moor (links), Simon Moulijn (met palet) en Derk Wiggers (staande) tijdens hun studietijd 1884?

Geboren als zoon van de fabrikant en koopman Simon Moulijn sr. en diens tweede echtgenote Magdalena Maria Johanna Walter volgde Simon Moulijn na 1882 ondanks aanvankelijke weerstand van zijn ouders een opleiding aan de Rotterdamse Academie voor Beeldende Kunsten en Technische Wetenschappen.
Vanaf 1885 studeerde hij aan de Rijksacademie van beeldende kunsten in Amsterdam. Daar leerde hij andere kunstenaars uit die tijd kennen zoals Ferdinand Hart Nibbrig, Richard Roland Holst en Isaac Israëls. Na het voltooien van zijn opleiding in 1887 volgde er een periode van zoeken in artistiek opzicht en ook naar een adequate woonomgeving. Hij woonde en werkte o.a. in verschillende plaatsen in  Drenthe, en in Rotterdam, Den Haag, De Steeg (waar hij een atelier deelde met Edzard Koning) en Renkum.
Op 12 maart 1902 trouwde Moulijn met de op 19 november 1877 geboren dichteres Henriëtte Haitsma Mulier (1877-1948), lid van de familie Mulier. Het jonge paar vestigde zich in Laren (NH), waar toen reeds veel kunstenaars en studiegenoten van Moulijn woonden. In 1903 liet hij naar eigen ontwerp het huis De Egelantier bouwen. In 1904 en 1908 werden twee zoons geboren.
In 1917 werd Moulijn docent aan de Rotterdamse Academie en het gezin verhuisde naar Den Haag.
Na zijn pensionering woonde en werkte Moulijn van 1935 tot 1944 in Wassenaar. In 1946 ging het echtpaar inwonen bij hun oudste zoon in Den Haag. Moulijn overleed op 2 november 1948. Een maand later op 1 december 1948 werd hij gevolgd door zijn vrouw. Beiden liggen begraven op het kerkhof bij de Dorpskerk van Wassenaar.

## Werk
In de periode van zoeken na het verlaten van de Academie waren de moderne Franse schilders als ook Jan Toorop en Vincent van Gogh Moulijns grote voorbeelden. Hij werd sterk beïnvloed door het Symbolisme van de Belgische filosoof Maurice Maeterlinck. Moulijn zelf schrijft hierover in het jaar 1913: “zijn mystiek bracht mij er ook toe de natuur op een barbaarsche manier te vervormen”. Hoewel het symbolisme ook in later werk vaak doorschemert, begint S. Moulijn omstreeks 1893 – 1894 zich in een duidelijk eigen stijl en beeldspraak uit te drukken. Zijn zelfstandige ontwikkeling als kunstenaar begon met de vereenvoudigende, bijna abstracte weergave onder invloed van het Symbolisme. Maar in de loop der jaren ontwikkelde Moulijn zich in de richting van "een Hollands realisme". Als kunstenaar is Moulijn telkens gefascineerd door de schoonheid van de natuur . Maar hij heeft ook de persoonlijke behoefte de al te chaotische natuur aan banden te leggen. Veel schilderijen en lithografieën tonen de natuurlijke omgeving zoals bossen en rivieren op een zekere afstand of  achter een poort of een muur.  Vaak schilderde of lithografeerde Moulijn ook parkachtige landschappen, waar de natuur onder controle is.
De eenmansexpositie van Moulijn in het Hotel de l’Art Nouveau van S. Bing in Parijs (1895) was een eerste groot succes. Moulijn reisde veel. In Nederland werkte hij op verschillende plaatsen o. a. in Drenthe, Zuid-Limburg, Noord-Brabant, Gelderland en Zeeland. Veel van zijn reizen gingen ook naar het buitenland: Hij werkte in Duitsland (o. a. Holzhausen en Monschau in 1905, Todtnau in 1922), in Zwitserland (o. a. Kandersteg, waar hij in 1926 ten dele samen met Jan Eisenloeffel was), in Italïe (o. a. Tivoli en Frascati in 1911, Florence in 1938), in Luxemburg (Beaufort in 1913), in Frankrijk (o. a. Versailles in 1930 en 1934, Fontainebleau eveneens in 1930, Neuilly in 1931, verschillende plaatsen aan de rivier de Oise daaronder de abdij van Royaumont in 1939). De verschillende landschappen en hun stemmingen gaven Moulijn de inspiratie voor schilderijen, etsen, houtsneden, tekeningen en lithografieën. Uit de diverse landschappen, die hij weergeeft, komt een van de belangrijkste eigenschappen van Moulijn "als schilder van de romantische eenzaamheid" naar voren. Pas na zijn 60ste verjaardag begon Moulijn weer vaker portretten te schilderen en te tekenen.
Vanaf 1893, toen zijn eerste litho’s ontstonden, speelde de steeds intensievere bemoeienis met de lithografie een belangrijke rol in het werk van Moulijn. Ook in de lithografie zijn het de veelal verstilde landschappen, vergezichten, bossen en parken, die de hoofdrol spelen. Zijn oeuvre omvat 189 lithos. Daarbij komen diverse ontwerpen van boekbanden, illustraties in de sprookjesboeken van de schrijfster Marie Metz-Koning, ex-librissen, tekeningen, etsen, houtsneden en gebruiksgrafiek.

## Publicaties en lidmaatschappen
Behalve een groot aantal artikelen in tijdschriften en catalogi heeft Moulijn als auteur twee grotere publicaties op zijn naam staan: “De lithografische prentkunst” en “De eerste jaren van de lithografische prentkunst in Nederland”. In 1910 richtte hij samen met F. Hart Nibbrig in Laren “de Laarder schilderschool” op. 
In 1911 was Moulijn medeoprichter van de “Vereeniging tot Bevordering der Grafische Kunst” en werd hij secretaris van de vereniging. Hij werd er later erelid.
Als een van de vooraanstaande kunstenaars van zijn tijd was hij gedurende vele jaren nauw betrokken bij de organisatie van belangrijke tentoonstellingen van Nederlandse kunst en grafiek in binnen- en buitenland (o. a. Leipzig 1914 en Brighton 1920).
Moulijn was werkend lid van de Maatschappij Arti et Amicitiae te Amsterdam, werkend lid van Pulchri Studio te ’s-Gravenhage, lid van de Maatschappij der Nederlandsche Letterkunde te leiden.

## Werk in openbare collecties (selectie)
Het Drents Museum in Assen bezit een representatieve collectie van werken van Moulijn.
Het complete prentwerk van Moulijn werd in 1926 door vrienden aan het Rijksprentenkabinet geschonken.
Werken van Moulijn zijn aangekocht door 
- museum Boymans van Beuningen te Rotterdam,
- het Kröller-Müller museum op de Hoge Veluwe,
- het Centraal museum te Utrecht,
- het Dordrechts museum,
- het British Museum te London,
- de Bibliothèque Nationale te Parijs
- de Albertina te Wenen

Het Gemeentemuseum in Den Haag kocht behalve werken van Moulijn ook diens grote collectie van lithografieën, die een overzicht geeft over de geschiedenis van de lithografie in Nederland en Frankrijk.

## Onderscheidingen
- 1915 Panama - Pacific International Exposition in San Francisco: Bronzen medaille
- 1923 Tentoonstelling van Nederlandsche beeldende kunstenaars in Amsterdam: Zilveren medaille
- 1928 Jurylid Olympiade Amsterdam: Zilveren medaille
- 1934 Boedapest: Zilveren Plaquette
- 1934 Officierskruis van verdienste van Hongarije (naar aanleiding van zijn bemoeienis met een tentoonstelling in Boedapest)
- 1938 Ridder in de orde van Oranje-Nassau

## Publicaties over S. Moulijn
- Marie Metz-Koning in Elseviers Maandschrift 1904,
- J. Everts in Onze Kunst, Juli 1906,
- H. P. Bremmer in een afzonderlijk Moulijn-Nummer van Beeldende Kunst ter  gelegenheid van de 60ste verjaardag van Moulijn, Juli 1926,
- A. M. Hammacher in Elsevier’s in 1934.
- Moulijn wordt vermeld in S. J. Mak van Waay “Lexicon van Nederlandsche schilders en beeldhouwers 1870 – 1940", Amsterdam 1944 en Pieter A. Scheen “Lexicon Nederlandse Beeldende Kunstenaars 1750-1950”, Den Haag, 1969